# Черноуха мармозетка на Вид
Черноухата мармозетка на Вид (Callithrix kuhlii) е вид примат от семейство Остроноктести маймуни (Callitrichidae). Видът е почти застрашен от изчезване.

## Разпространение и местообитание
Разпространен е в Бразилия (Баия и Минас Жерайс).
Обитава райони с тропически и субтропичен климат, песъчливи и гористи местности, крайбрежия и плантации.

## Описание
Теглото им е около 375 g.
Продължителността им на живот е около 20 години. Популацията на вида е намаляваща.